# Brioukhovytchi
Brioukhovytchi (ukrainien : Брюховичі) est une commune urbaine de l'oblast de Lviv, en Ukraine. Elle compte 6 440 habitants en 2021.